# Isola Warrington
L'isola Warrington (in inglese Warrington Island) è una piccola isola antartica facente parte dell'arcipelago Windmill.
Localizzata ad una latitudine di 66° 19' sud e ad una longitudine di 110°27' est, l'isola si trova un chilometro al largo delle penisola Mitchell (costa Budd). La zona è stata mappata per la prima volta mediante ricognizione aerea durante l'operazione Highjump e l'operazione Windmill, negli anni 1947-1948. È stata intitolata dalla US-ACAN a WH Warrington, fotografo dell'operazione Highjump.